# Сорио (коммуна)
Сорио (фр. Sorio, корс. Soriu) — коммуна во Франции, находится в регионе Корсика. Департамент коммуны — Верхняя Корсика. Входит в состав кантона Верхний Неббио. Округ коммуны — Бастия.
Код INSEE коммуны — 2B287.

## Население
Население коммуны на 2008 год составляло 154 человека.
| 1962 | 1968 | 1975 | 1982 | 1990 | 1999 | 2008 |
| ---- | ---- | ---- | ---- | ---- | ---- | ---- |
| 154  | 165  | 141  | 118  | 126  | 148  | 154  |

## Экономика
В 2007 году среди 85 человек в трудоспособном возрасте (15—64 лет) 57 были экономически активными, 28 — неактивными (показатель активности — 67,1 %, в 1999 году было 54,9 %). Из 57 активных работали 50 человек (33 мужчины и 17 женщин), безработных было 7 (3 мужчины и 4 женщины). Среди 28 неактивных 1 человек был учеником или студентом, 18 — пенсионерами, 9 были неактивными по другим причинам.